# Oscar Damiani
Giuseppe Damiani, zwany Oscar (ur. 15 czerwca 1950 w Brescii) – włoski piłkarz, grający na pozycji napastnika.

## Kariera piłkarska

### Kariera klubowa
Wychowanek klubu Inter Mediolan, w barwach którego w 1968 rozpoczął karierę piłkarską. Ale nie rozegrał żadnego meczu w podstawowym składzie i po zakończeniu sezonu odszedł do Lanerossi Vicenza W sezonie 1972/73 grał w Napoli, po czym wrócił do Vicenzy. W latach 1974–1976 bronił barw Juventusu, z którym zdobył mistrzostwo Włoch. Potem przeszedł do Genoi, a w 1979 wrócił do Napoli. Od 1982 do 1984 był zawodnikiem Milanu. Potem na krótko wyjechał do USA, gdzie zaliczył dwa występy w New York Cosmos. W sezonie 1984/85 występował w Parmie. Potem został piłkarzem Lazio, w którym zakończył karierę piłkarską w roku 1986.

### Kariera reprezentacyjna
28 września 1974 roku debiutował w narodowej reprezentacji Włoch w meczu przeciwko Jugosławii (0:1). Łącznie bronił barw skuadry w 2 meczach międzynarodowych.

## Sukcesy i odznaczenia

### Sukcesy klubowe
Juventus
- mistrz Włoch: 1974/75

Milan
- mistrz Serie B: 1982/83

### Sukcesy indywidualne
- król strzelców Serie B: 1978/79 (17 goli)